# Depresiunea Cașin
Depresiunea Cașin (în maghiară Kászoni-medence), numită și Depresiunea Cașinul Nou sau Depresiunea Plăieși  este o depresiune intramontană din estul Transilvaniei, România, situată în Carpații Orientali în extremitatea sud-estică a județului Harghita, la limita cu județul Covasna.

## Elemente de geologie
Este de origini tectonică și de acumulare (erozivă), fiind situată la limita de contact tectonic dintre zona flișului cretacic cu zona flișului paleogen. Astfel, succesiv eroziunii diferențiale desfășurată la zona de contact dintre gresiile paleocene dure ale flișului extern și rocile marno-argiloase ale pânzei de Audia, în pliocen a avut loc formarea bazinetului depresionar ca efect al unor fenomene tectonice.

## Delimitare și elemente de geomorfologie

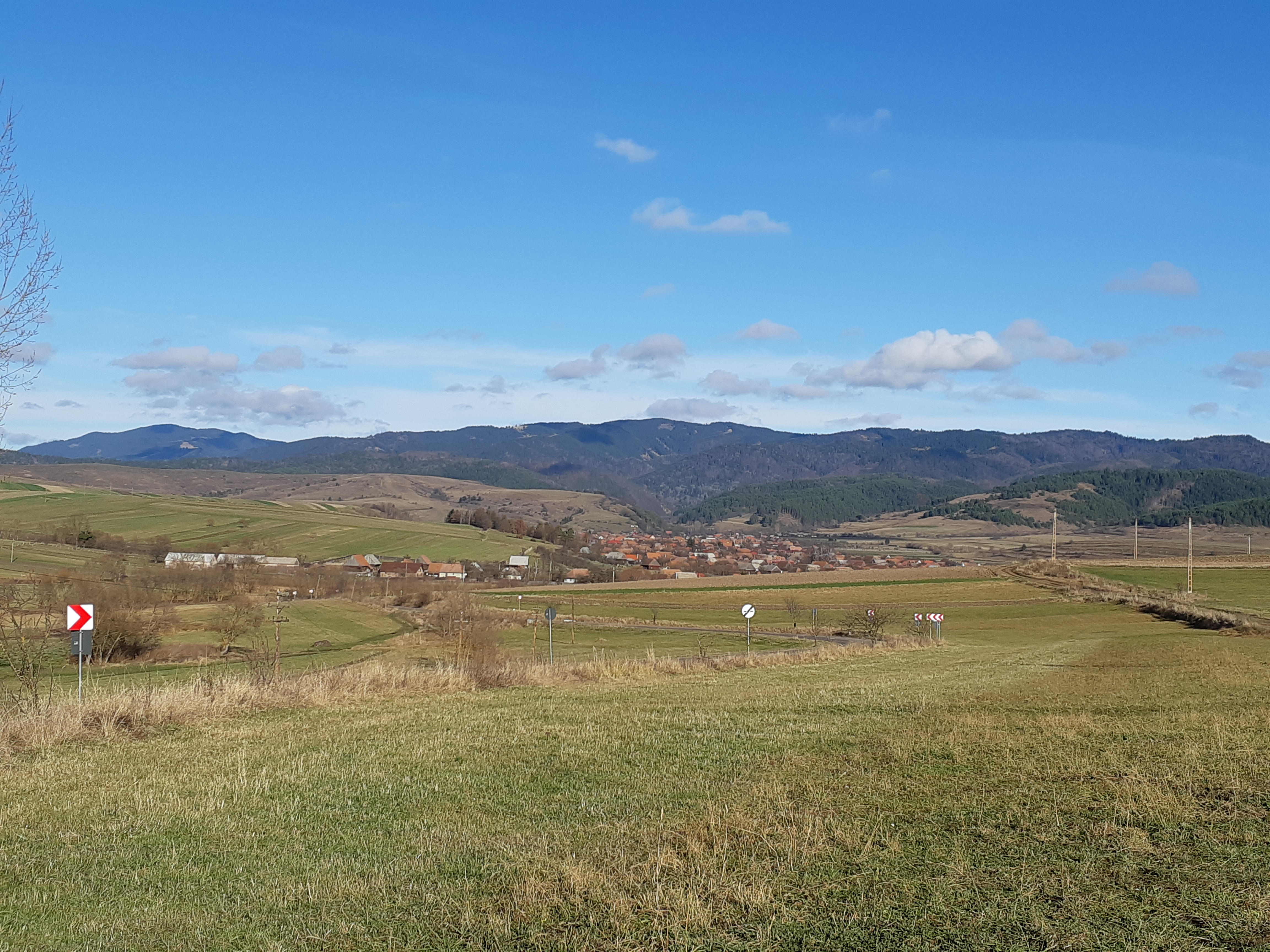
Caşinul Nou, venind dinspre Plăieşii de Jos

Compartimentul depresionar aparține de Munții Ciucului și este limitat la est, nord și vest de către sectorul sud-vestic al acestora, iar la sud de către Munții Bodoc, spre care face trecerea la sud de Pasul Cașin. În sud-estul Munților Ciucului, acesta de asemenea realizează  trecerea spre Munții Nemira. Din punctul de vedere al Prof. Dr. Irina Ungureanu, Munții Oituzului trebuiesc însă diferențiați distinct de Munții Ciucului, astfel că aceasta consideră că depresiunea este dominată de Munții Oituzului.
Depresiunea este drenată de râul Cașin, afluent de dreapta al Râului Negru, prin bazinul său hidrografic superior.
Compartimentul depresionar se desfășoară pe o lungime de circa 15 km, din apropierea văii Uzului până în aval de Iacobeni, având o lățime maximă de aproape 10 km. Forma sa este ovală, alungită pe direcția nord - sud și suprafața de circa 50 de km2. Relieful său are aspect colinar, de sculptură și de acumulare. Înălțimile variază de la 640—650 m în axul depresiunii, pînă la 900—950 m la nivelul ramelor vestică, nordică și estică. (altitudinea medie fiind de 730 m). Înclinarea versanților este slabă, văile sunt largi și frecvent însoțite de terase.

## Hidrografie și climă

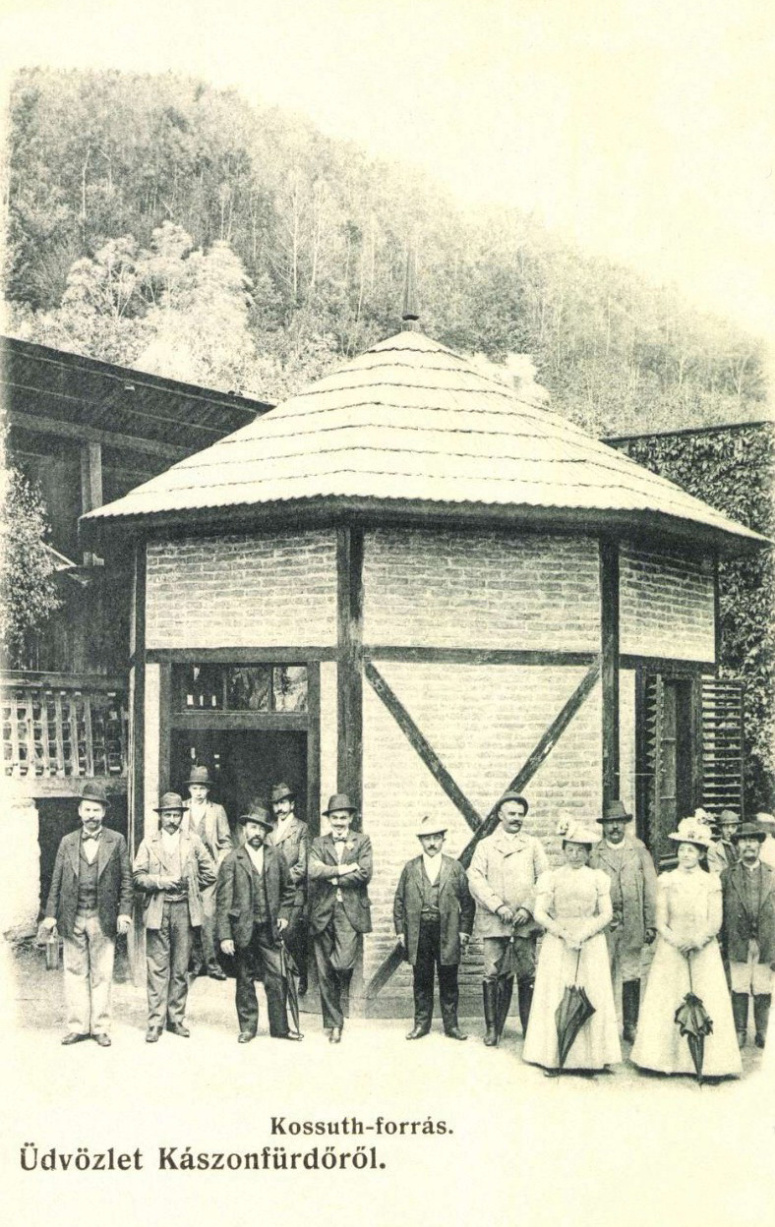
Băile Caşin: izvorul Kossuth, aici în anul 1906

Principala sa arteră hidrografică este râul Cașin, iar de-a lungul depresiunii, spre valea acestuia, largă și parțial înmlăștinită, se îndreaptă numeroși afluenți de mici dimensiuni. Un relif interesant se întâlnește pe Valea Despletită, afluent de dreapta al Cașinului. Aici meandrele sunt adâncite și foarte de dezvoltate, de unde apare si numele.

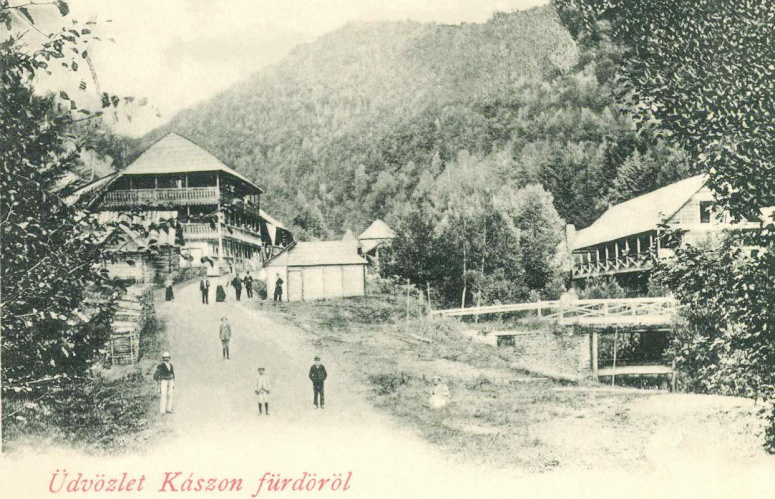
Peisaj din Băile Caşin din anul 1900

Zona fiind situată la nivelul aureolei mofetice a Carpaților Orientali, pe unele dintre văile sale afluente precum valea Repatului sau a Borvizului se întâlnesc izvoare de apă minerală, cum este cel de la Perla Cașinului de pe pârâul Vinului (afluent al Borviului). Majoritatea izvoarelor minerale sunt situate în partea estică a depresiunii. În compartimentul depresionar apar astfel izvoarele cu cele mai mari mineralizații și debite constante din Munții Ciucului, în zona Cașin-Iacobeni găsindu-se dispersate ape minerale carbonatate, cloro-sodice și sulfuroase, de-a lungul a trei linii de izvoare hidro-minerale cu direcția nord-sud:
- izvoare carbogazoase: Piatra Albă, Repat și pârâul Cașin
- izvoare sulfuroase: Piatra Albă, Repat și Dobai
- izvoarele clorosodice, calcice și magneziene: valea Gheorchianoșul Mic, Gheorchianoșul Mare și pârâul Scroafei

Temperatura apei acestora variază între 7-90 de grade Celsius, cele mai importante izvoare aflându-se la Piatra Albă, Repat, Băile Cașin și Iacobeni.
Prezintă un climat de adăpost, cu puține inversiuni termice și precipitații bogate.

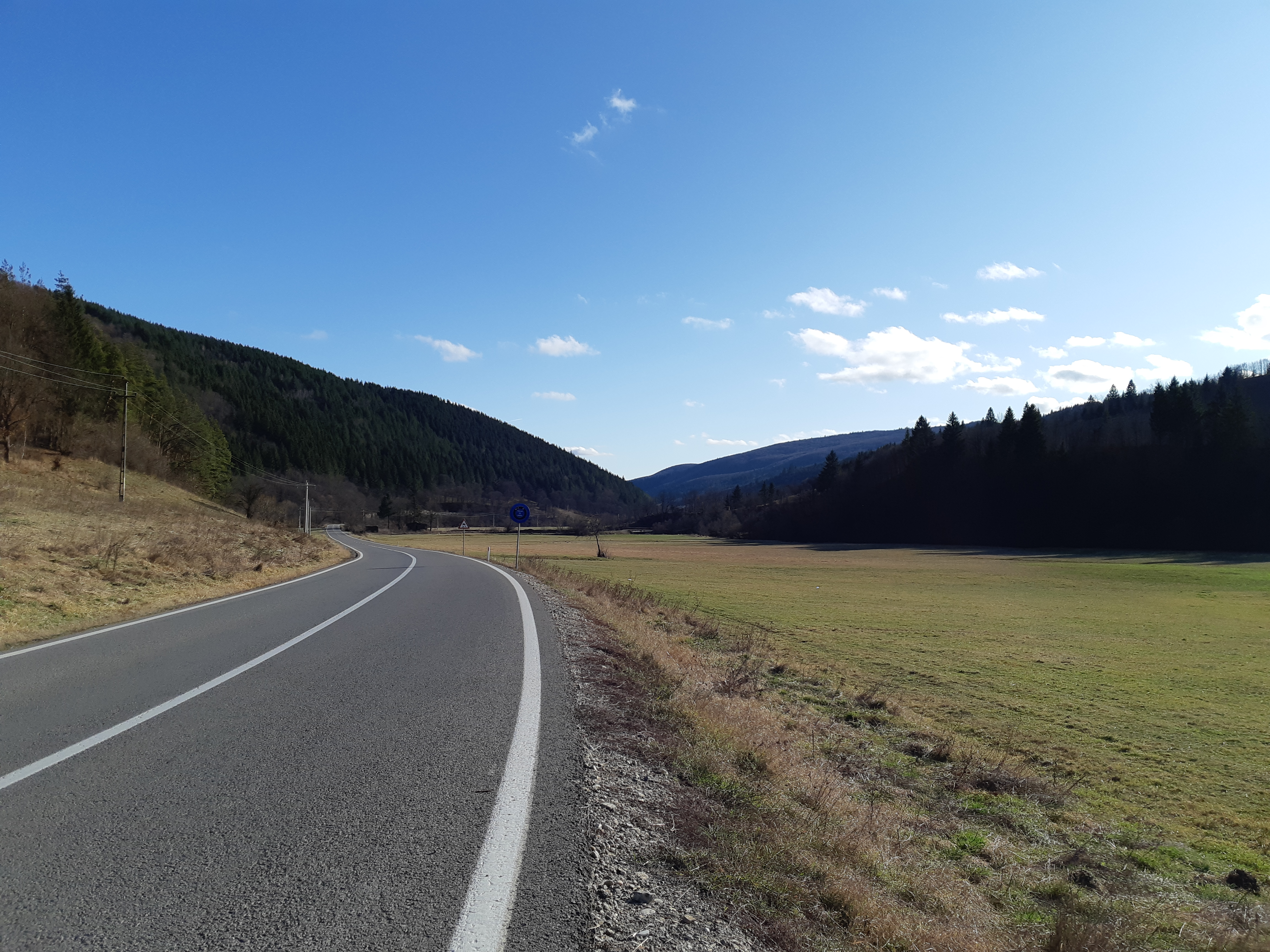
Pe valea Caşinului la nord de Cătruşa la limita dintre judeţele Harghita şi Covasna, cu obiectivul spre sud

## Elemente de geografie umană
Localitățile din depresiune sunt Plăieșii de Sus, Plăieșii de Jos și Iacobeni, Cașinu Nou

Este traversată de către DN11B Cozmeni–pasul Cașin (sau Nyerges, 870 m altitudine)–Cașinul Nou–Târgu Secuiesc, care o leagă spre nord-est de Depresiunea Ciucului prin Pasul Cașin și spre sud de Depresiunea Târgu Secuiesc prin pasul de vale Cătrușa.
Se îmbuteliază doar apa a două izvoare bicarbonatate calcice, sodice, cu conținut de iod și litiu de la Băile Cașin, sub denumirea Perla Cașinului (Salutaris). Utilizarea cu scop terapeutic a apelor minerale ale izvoareleor „Salutaris”, „Perla Cașinului”, „Scaunul Roșu” și „Plăieși” este consemnată încă din secolul XVIII. Ca efect însă al concurenței Tușnadului și a lipsei unor căi de comunicație moderne, diverse proiecte de amenajare a unei stațiuni balneoclimatice nu au mai fost finalizate cu succes.

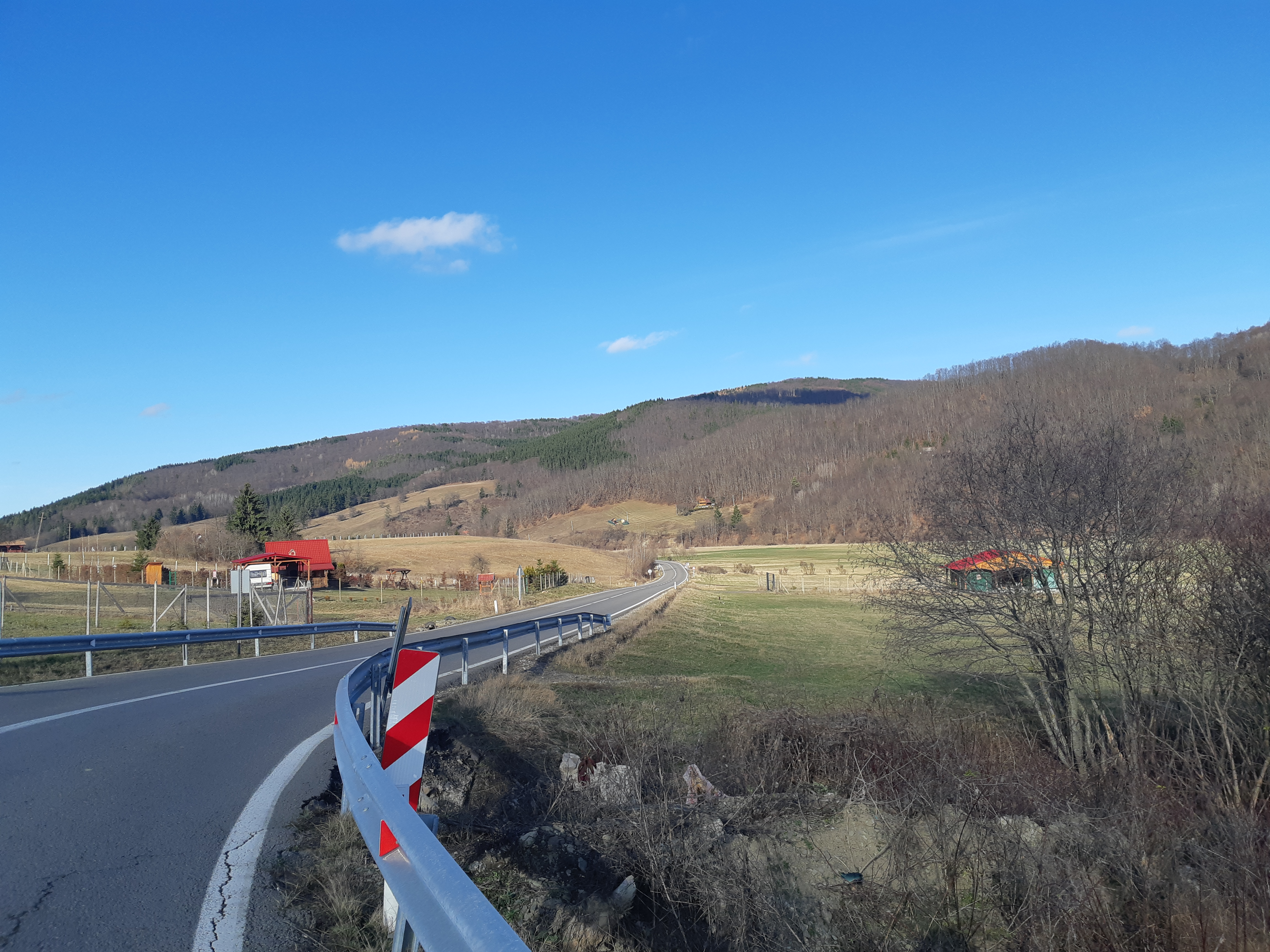
Pe valea Caşinului: spre Pasul Cătruşa venind dinspre Târgu Secuiesc
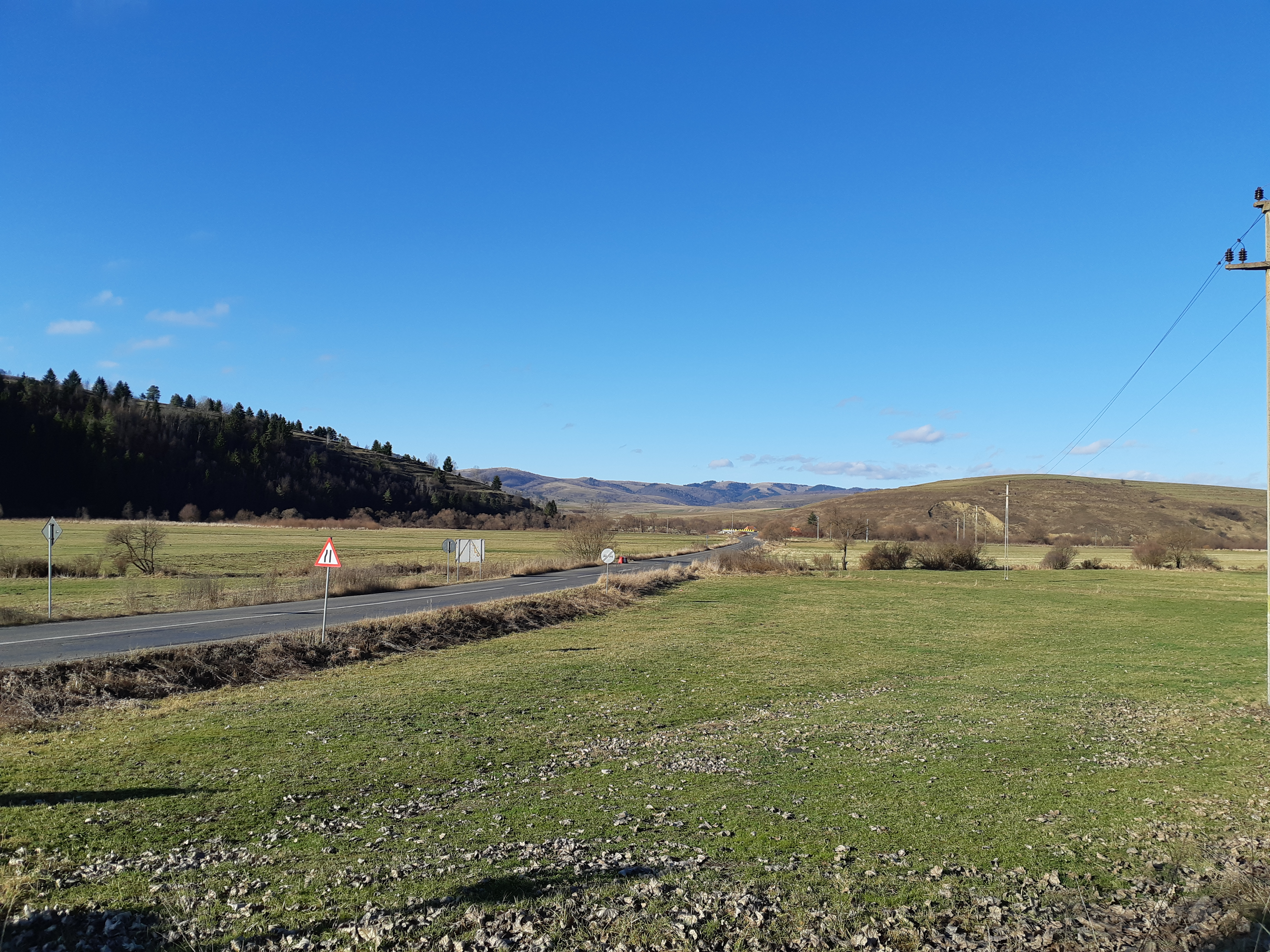
pe valea Caşinului înainte de ieșirea din depresiune, cu obiectivul spre Caşinul Nou
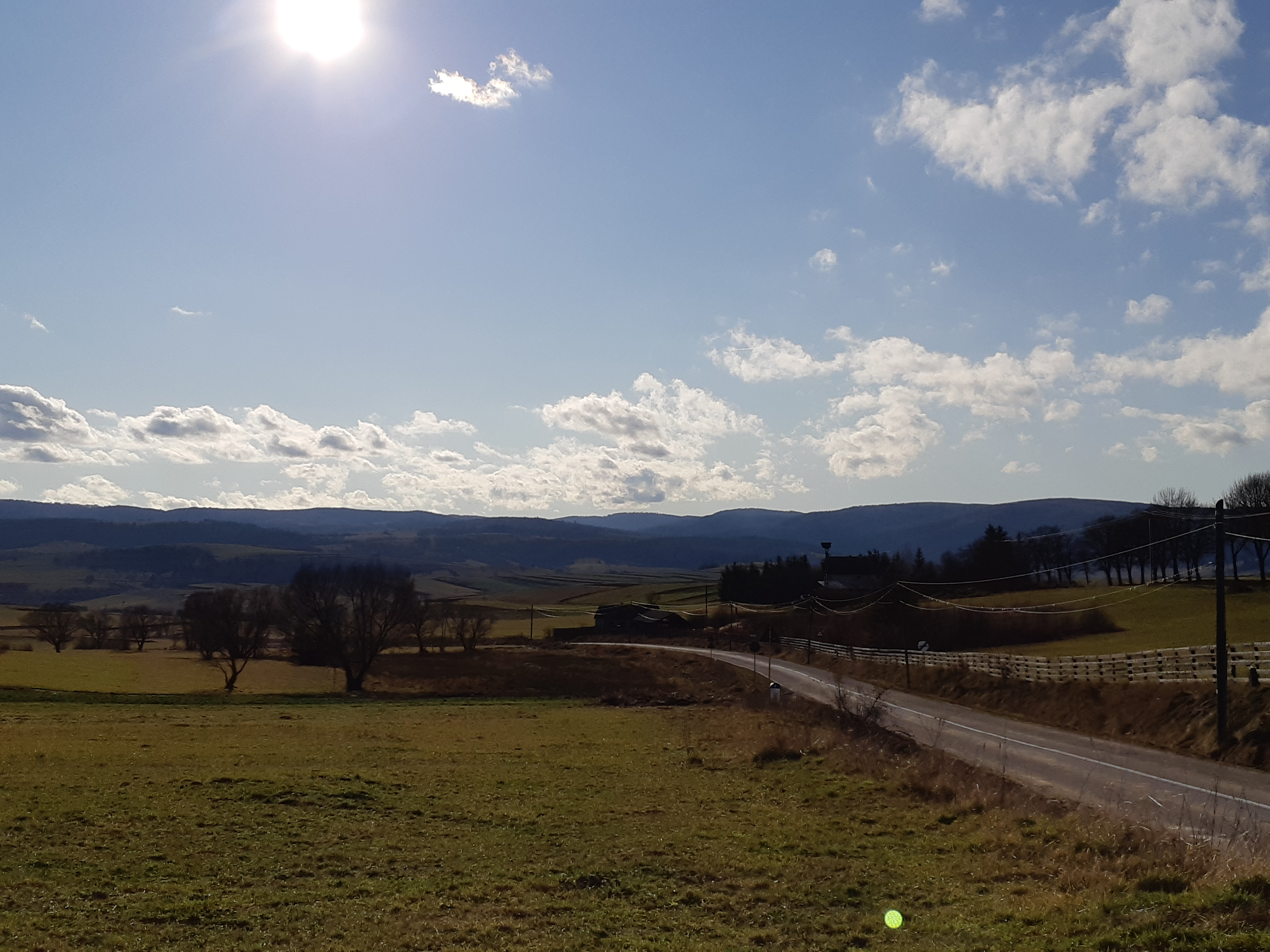
Coborând dinspre Plăieșii de Jos spre Cașinul Nou
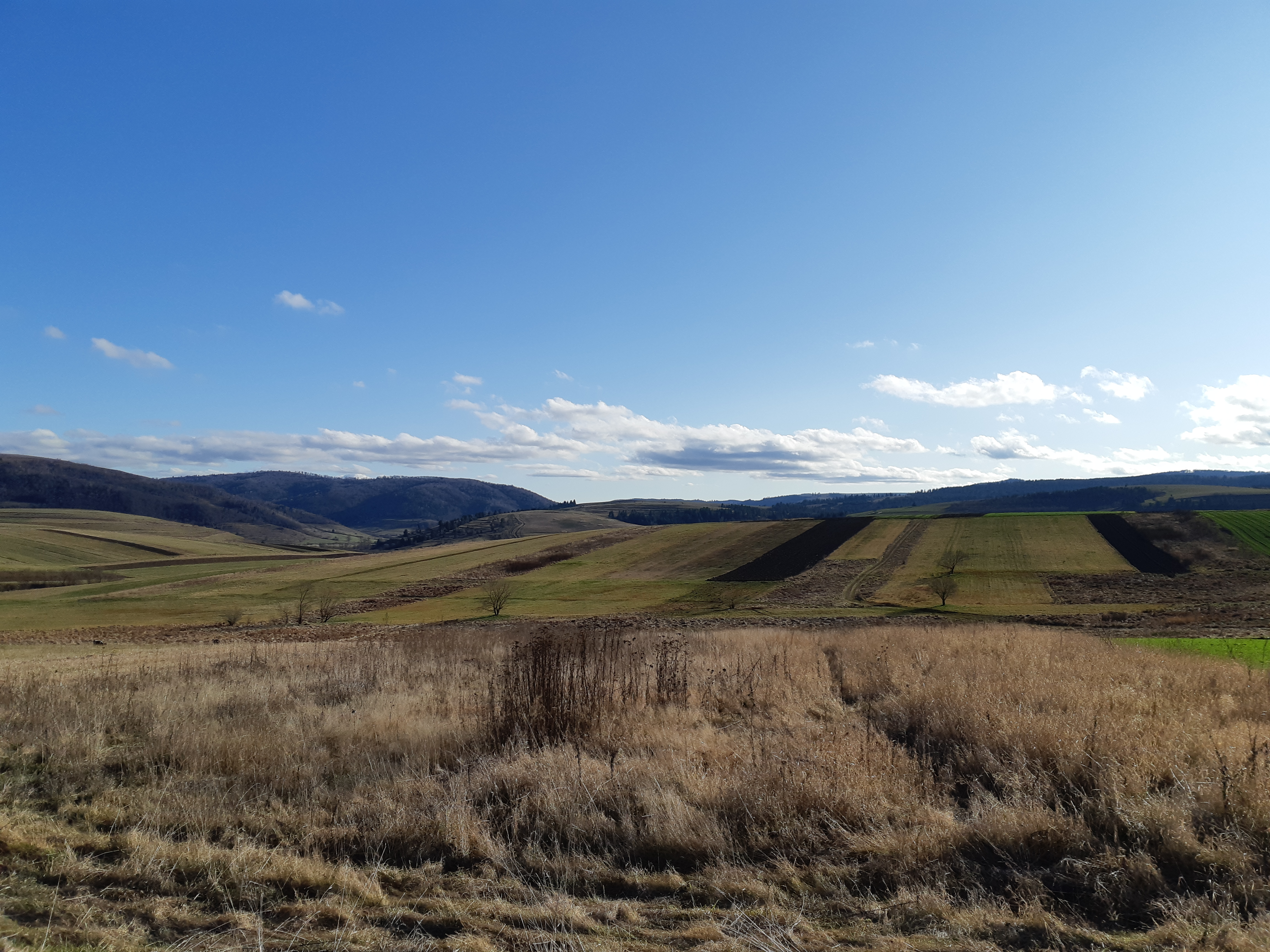
Centrul depresiunii: cu obiectivul spre sud-vest
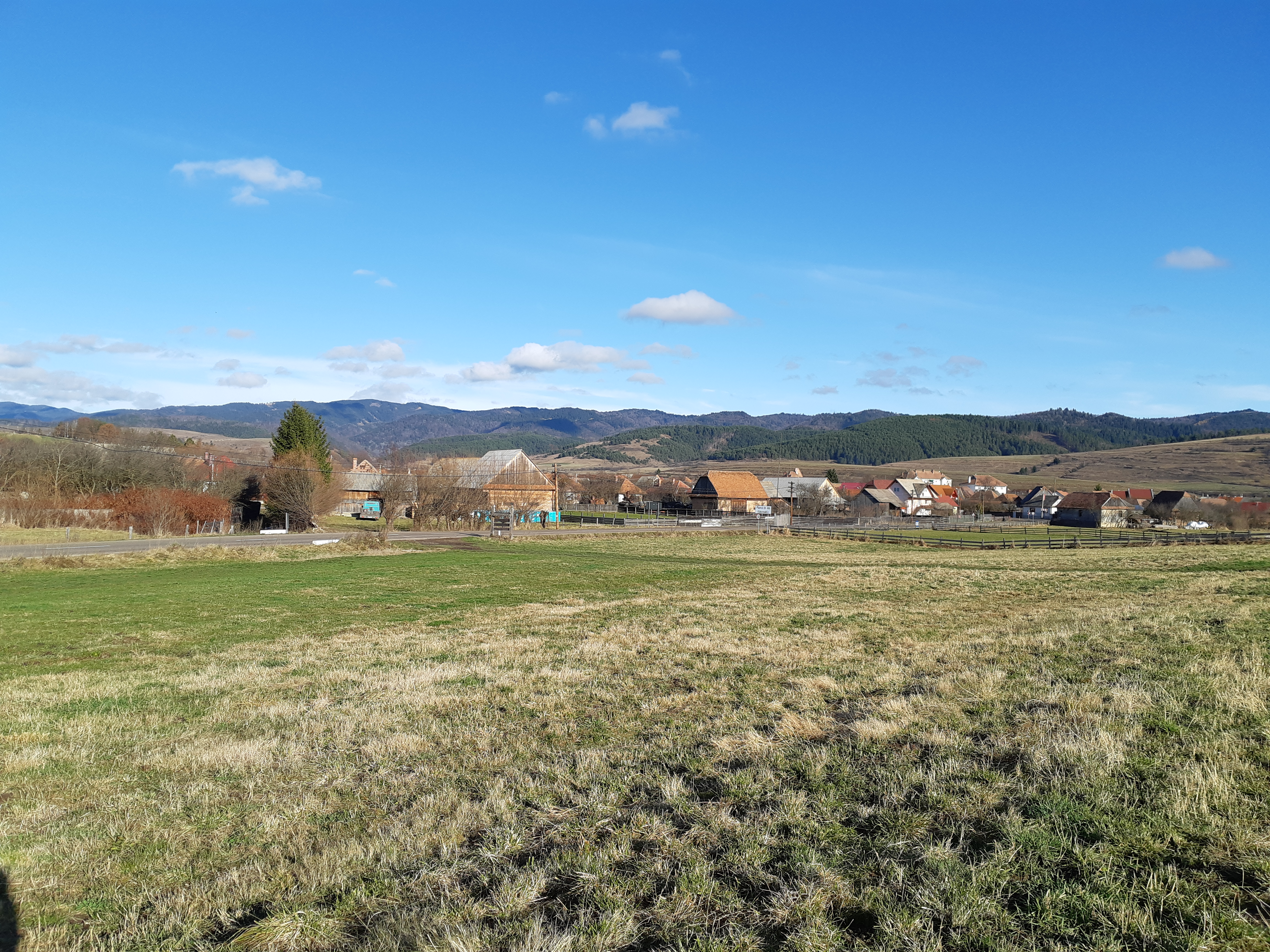
Ieșirea din Plăieșii de Jos, spre Cașinul Nou